# Berengario de Friuli
Berengario de Friuli (n. anii 840 d.Hr., Cividale del Friuli, Friuli-Veneția Giulia, Italia – d. 7 aprilie 924 d.Hr., Verona, Sfântul Imperiu Roman) a fost margraf de Friuli din 874 până între 890-896, Rege al Italiei ca Berengario I din 887 și împărat  al Imperiului carolingian din 915 până la moartea sa. 
A fost fiul lui Eberhard de Friuli și al fiicei lui Ludovic cel Pios, Gisela. La moartea fratelui său Unruoch al III-lea în 874 moștenește Marca Friuli, o poziție cheie în Imperiul carolingian la frontiera cu slavii ce amenințau constant peninsula italiană. În calitate de margrav participă la lupta pentru dominația peninsulei dintre Carol cel Pleșuv și Ludovic Germanul. Acest lucru îi crește influența în fața lui Carol cel Gras ce avea să devină Împărat în 881. La detronarea acestuia este ales moștenitor al acestuia în Italia, dar domnia sa de 36 de ani a fost întreruptă de nenumărate ori de alți pretendenți: Guido al III-lea Spoleto, Lamberto al II-lea Spoleto, Arnulf de Carintia, Ludovic cel Orb și Rudolf al II-lea de Burgundia. Tot în această perioadă Italia suferă primele incursiuni maghiare, aceștia fiind chemați fie de Arnulf, fie de Berengario însuși. 
În 915, Papa Ioan al X-lea încearcă să îl convingă pe Berengario să participe la alungarea Musulmanilor din sudul Italiei, acesta nereușind să trimită trupe la bătălia de la Garigliano. După aceasta însă este încoronat în decembrie Împărat de către Papă. În ciuda titlului Berengario nu reușește să își exercite puterea în întreg Imperiul. Spre sfârșitul domniei sale este acuzat de incompetență și a fost atacat de trupele lui Rudolf al II-lea de Burgundia care îl înving în 923, Berengario fiind detronat de facto, în 924 murind ucis de unul dintre oamenii săi.